# Boca Arenales
Boca Arenales är en ort i Mexiko.   Den ligger i kommunen Jesús Carranza och delstaten Veracruz, i den sydöstra delen av landet, 500 km sydost om huvudstaden Mexico City. Boca Arenales ligger 32 meter över havet och antalet invånare är 214.
Terrängen runt Boca Arenales är platt. Runt Boca Arenales är det glesbefolkat, med 10 invånare per kvadratkilometer. Närmaste större samhälle är Suchilapan del Río, 6,2 km sydväst om Boca Arenales. Omgivningarna runt Boca Arenales är en mosaik av jordbruksmark och naturlig växtlighet.